# Liste der geschützten Landschaftsbestandteile im Landkreis Altötting
Im Landkreis Altötting gab es im Februar 2023 insgesamt 5 ausgewiesene geschützte Landschaftsbestandteile.

## Geschützte Landschaftsbestandteile
| Alzgerner Weiher mit Umgebung                   | BW | LB-00090 | Neuötting        | ⊙ | 14,7 |  |
| Brenne-Wald an der Alz                          | BW | LB-00330 | Garching a.d.Alz | ⊙ | 1,21 |  |
| Feuchtfläche bei Speck                          | BW | LB-00089 | Reischach        | ⊙ | 1,55 |  |
| Magerrasen mit Umgriff bei der Staustufe Perach | BW | LB-00335 | Perach           | ⊙ | 6,82 |  |
| Naßwiese nördlich von Zaiselham                 | BW | LB-00091 | Tyrlaching       | ⊙ | 0,21 |  |
| Legende für Geschützter Landschaftsbestandteil  |    |          |                  |   |      |  |